# Rise to the Top
Rise to the Top ist ein Popsong aus dem Jahr 2011. Er wurde als zweite Singleauskopplung aus Ardian Bujupis Album To the Top digital veröffentlicht.

## Hintergrund
Nachdem am 11. November 2011 Bujupis Debütsingle veröffentlicht wurde, entschied sich der Popsänger dazu, eine zweite Single bereits vor Veröffentlichung des Albums am 9. Dezember 2011 auszukoppeln. Dazu drehte er ein Musikvideo, in dem  er in einem Lamborghini zu sehen ist, wie er über eine Rennstrecke und durch die Stadt fährt. Dazu sind Aufnahmen aus seinem Privatleben und seiner Promotour zu sehen, die seinen bisherigen Weg beschreiben sollen.
Im Fernsehen wurde der Clip erstmals am 26. November 2011 in der Sendung VIVA NEU ausgestrahlt und am 2. Dezember 2011 über seinen offiziellen YouTube-Channel veröffentlicht.
Musikalisch handelt es sich um einen Popsong mit einem Dancefloor-Beat, der im Up tempo anzusiedeln ist. Mit dem Produzententeam Hitimpulse (Henrik Meinke & Jonas Kalisch) holte Bujupi sich international angesehene Produzenten an Bord, die bereits für Künstler wie Iyaz oder Usher im Studio standen.  Ebenfalls erschien eine Akustikversion des Liedes, das bei einem Konzert im November mitgeschnitten wurde.